# Finding Forever
Finding Forever é um álbum de estúdio de Common, o qual chegou ao número um na Billboard 200 em 2007.